# John Wood I de Keele
John Wood de Keele era um político inglês.
Ele foi eleito Membro do Parlamento por Newcastle-under-Lyme em 1425, atuou nos parlamentos de 1427/8, 1431, 1432 e 1433, e foi Escheator por Staffordshire em 1437.
O filho de Wood, John Wood II, também foi membro do parlamento por Newcastle-under-Lyme, 1472-1475. A filha de Wood, Elizabeth, casou-se com Robert Boughey em 1447.
Wood pode ter morrido antes de 1443, quando as terras de John Wood de Swynnerton foram transferidas para o rei, ou ele poderia ainda estar vivo na época do casamento da sua filha em 1447 (ele não é descrito como morto), e ele pode também ter sido Prefeito de Newcastle-under-Lyme em 1458.